# Scarlet Weather Rhapsody
Touhou Hisouten ~ Scarlet Weather Rhapsody (яп. 東方緋想天 〜 Scarlet Weather Rhapsody., То̄хо̄ Хісо̄тен, досл. «Східне небо багряних думок 〜 Багряна рапсодія погоди») — гра 2008 в жанрі файтинґ, і духовний наступник Immaterial and Missing Power від Twilight Frontier і Team Shanghai Alice. В Touhou Project, гра позначена як 10.5, хоча грі планували дати номер 9.8.

## Ігролад
Scarlet Weather Rhapsody залишилася вірною попереднику, Immaterial and Missing Power, оскільки зберегла більшість базових систем та рухів. Кулі все ще є основною особливістю атаки, а ґрейз — ефективним способом ухилення. Крім того, Scarlet Weather Rhapsody додала здатність літати, іншу систему колоди карт та систему погоди, яка ставить різні перешкоди.

Знімок екрана, на якому Ая активує чарокартку

Scarlet Weather Rhapsody також забезпечує вбудовану підтримку багатокористувацьких ігор через Інтернет, чого бракувало її попереднику.

### Система колоди карт
Розширена з системи чарокарток від IaMP та інших ігор, Scarlet Weather Rhapsody дозволяє гравцеві зібрати «колоду» з 20 карт. Карти стають доступними в грі, коли гравець завдає або отримує шкоду. Нові карти можна отримати за допомогою різних дій (наприклад, перемоги над суперником).
Карти поділяються на три категорії: Системні карти, Карти навичок та Карти заклинань. Системні карти включають бомби (як у IaMP, відкидає ворога назад), зміну погоди та інші опції. Карти навичок покращують спеціальні атаки, щоб завдавати більше шкоди, дозволяють гравцеві отримувати альтернативні спеціальні атаки або і те, й інше. Чарокартки — це потужні атаки, які автоматично спрацьовують після активації. Правильне складання колоди карт відповідно до стилю гравця є ключем до опанування гри, оскільки колода обмежує те, що можуть робити персонажі під час матчу.

### Погода
Погода змінюється під час матчу, що ставить перешкоди обом бійцям залежно від погоди, як зазначено нижче. Зверніть увагу, що хоча в режимі історії є зміни погоди, вони призначені лише для візуальних ефектів і не ставлять жодної перешкоди.
| Погода                             | Пов'язаний з          | Ефект |
| ---------------------------------- | --------------------- | --- |
| Характер яп. 気質                  | Відсутній             | Немає ефекту, поки таймер не досягне 100. |
| Сонячно яп. 快晴                   | Рейму Хакурей         | Втечі з кута безкоштовні, вартість польоту вдвічі менша. |
| Мряка яп. 霧雨                     | Маріса Кірісаме       | Збільшення шкоди від чарокарток. |
| Хмарно яп. 曇天                    | Сакуя Ізайой          | Зменшує вартість чарокарток на 1. |
| Небесна блакить яп. 蒼天           | Йому Компаку          | Спец атаки можуть бути відмінені та переведені в інші спеціальні атаки. |
| Град яп. 雹                        | Аліса Марґатроїд      | Швидкість відновлення Сфери Духа подвоюється, збільшує пошкодження від куль в спеціальних атаках.                                                                              |
| Весняний серпанок яп. 花曇         | Пачулі Нолідж         | Гравці не можуть використовувати ближній бій, хоча спеціальні навички ближнього бою все ще можна використовувати. Затримка відновлення сфер духа після атаки також усувається. |
| Густий туман яп. 濃霧              | Ремілія Скарлет       | Нанесення шкоди супернику відновлює невелику частину здоров'я. |
| Сніг яп. 雪                        | Ююко Сайгьоджі        | Удар по супернику призведе до втрати частини його карткової міри. Карти, втрачені таким чином, повертаються в колоду гравця.                                                   |
| Сліпий дощ яп. 天気雨              | Юкарі Якумо           | Неправильно заблоковані атаки ближнього бою призводять до миттєвого ґард крашу.                                                                                                |
| Мжичка яп. 疎雨                    | Суйка Ібукі           | Усі спеціальні навички та картки навичок покращуються до 4 рівня. |
| Буря яп. 風雨                      | Ая Шямеїмару          | Максимальна кількість повітряних ривків/польотів збільшена на один, персонажі можуть стрибати у висоту, що відміняє атаки ближнього бою.                                       |
| Гірська пара яп. 晴嵐              | Рейсен Удонґеїн Інаба | Чарокартки в руці приховані знаком «?». |
| Річковий туман яп. 川霧            | Комачі Онодзука       | Нормалізує відстань між суперниками. |
| Тайфун яп. 台風                    | Іку Наґае             | Персонажі отримують суперброню та не отримують хітстан, а також не можуть блокувати.                                                                                           |
| Аврора яп. 極光                    | Тенші Хінанаві        | Випадковий погодний ефект. |
| Багряна рапсодія погоди яп. 緋想天 | Тенші Хінанай         | Тільки в історії. Не має ефектів. |

## Сюжет
На відміну від попередніх ігор Touhou, де закінчення пронумеровані, що призводить до невизначеної канонічності закінчень, у Scarlet Weather Rhapsody не нумеровані кінцівки, і всі історії вважаються канонічними. Це досягається шляхом розміщення всіх історій у різних місцях безперервного сюжету, хоча хронологічний порядок, у якому розгортаються історії персонажів, не одразу очевидний для гравця.
У Ґенсокьо відбувається дивне явище. Посеред літа в Лісі Чарів випадають передчасні дощі та град, сніг вкриває Хакуґьокуро, особняк багряної дияволиці огортає туманний, густий серпанок, а храм Хакурей зрівнює з землею раптовий землетрус. Протягом гри Рейму та інші героїні вирушають на розслідування джерела дивних явищ.
Винуватцем всього є небожителька Тенші Хінанаві. Вважаючи своє новонабуте життя на Небесах нудним і монотонним, вона із заздрістю спостерігала згори, як йокаї Ґенсокьо влаштовують безліч інцидентів. Маючи владу над землею та божественним Меч багряних думок (яп. 緋想の剣, Хісо но Цуруґі), змучена небожителька вирішує спровокувати власне лихо.

## Персонажі
У Scarlet Weather Rhapsody повернуто всіх персонажів з Immaterial and Missing Power (крім Хон Мейлін), додано трьох вже наявних персонажів Touhou Project та двох нових, що збільшує склад до 15 персонажів.

Екран вибору персонажа. Тенші (ліворуч) та Маріса (праворуч). Посередині, зліва направо, знаходяться:
1-й ряд — Рейму, Сакуя, Йому, Маріса
2-й ряд — Аліса, Ремілія, Ююко, Пачулі
3-й ряд — Юкарі, Рейсен, Ая, Суйка
4-й ряд — Комачі, Іку, Тенші

- Рейму Хакурей (博麗霊夢) — Міко храму Хакурей, яке нещодавно перетворилося на руїни. Вона вирішує знайти винного та змусити його відшкодувати збитки.
- Маріса Кірісаме (霧雨魔理沙) — Чарівниця, яка живе в Лісі Чарів. Маріса, стурбована дощем навколо, і намагається піти туди, де дощ її не дістане.
- Сакуя Ідзайой (十六夜咲夜) — Головна покоївка особняка багряної дияволиці, помітивши снагу, що витікає з її тіла, і вирішує знайти причину.
- Йому Компаку (魂魄妖夢) — садівниця Хакуґьокуро. Помітивши, що привидів меншає, вона йде розслідувати, не сказавши своїй господині Ююко.
- Аліса Марґатроїд (アリス・マーガトロイド) — лялькарка-чарівниця, яка також живе в Лісі Чарів. Переконана, що дивні явища є ознаками наближення землетрусу, тому вона далі заглиблюється в суть.
- Пачулі Нолідж (パチュリー・ノーレッジ) — Книжковий хробак, що мешкає в особняку багряної дияволиці. Вона відчуває зміну характерів і кладе розслідування на себе, оскільки ніхто, здавалося, не розумів, що відбувається.
- Ремілія Скарлет (レミリア・スカーレット) — Панна і вампір особняку багряної дияволиці. Ремілія змушена залишатися вдома, бо ззовні маєтку постійно йшов дощ, одна зі слабкостей вампірів. Від нудьги вона наказала своїй служниці Сакуї приводити підозрюваних до неї.
- Ююко Сайґьоджі (西行寺幽々子) — Господиня Хакуґьокуро. Хоча вона однією з перших відчула зміну характерів, вона не прагнула розв'язати інцидент, а використала його заради власної мети — насолодитися прохолодним літом.
- Юкарі Якумо (八雲紫) — Йокай, яка спостерігає за гранями, і зокрема за храмом Хакурей. Розлючена планом Тенші зробити храм власністю небес, вона розшукує Тенші та руйнує відбудований храм Хакурей.
- Суйка Ібукі (伊吹萃香) — Оні, яка любить вечірки та відчуває, що характери збираються. Вважаючи цю пригоду веселою, вона піднялася на Небеса, щоб допомогти перетворити витівку Тенші на щось серйозніше та залишитися поїсти та попити.
- Ая Шямеїмару (射命丸文) — Журналістка гірського суспільства тенґу. Хоча вона не шукає потенційних сенсацій, а охороняє гору від порушників.
- Рейсен Удонґеїн Інаба (鈴仙・優曇華院・イナバ) — Місячний кролик, який зараз мешкає в Ейентей. За наказом своєї хазяйки Ейрін Яґокоро вона ходить, попереджаючи людей про землетруси та досліджуючи наслідки.
- Комачі Онодзука (小野塚小町) — Шініґамі, відповідальна за переправлення душ на той бік. Нині блукає та байдикує.
- Іку Наґае (永江衣玖) — Оселедцевий король (відомі як "посланці Палацу Дракона " в японські), завдання якої — помічати ознаки землетрусів і попереджати людей про неминучу катастрофу. Номінально під командуванням небожителів.
- Тенші Хінанаві (比那名居天子) — Небожителька, яку вознесли на небеса не за її заслуги. Темперування характерів та провокування землетрусів було справою її рук, оскільки їй було нудно та вона хотіла, щоб люди її «перемогли».

## Розробка
Як і в Immaterial та Missing Power, ZUN з Team Shanghai Alice займався лише частиною гри, тоді як Twilight Frontier займалися її більшістю. ZUN, окрім нагляду за розробкою, також надав сюжет, дизайн персонажів, імена чарокарток та три нові композиції для гри.
Вперше публіці було дано ознайомитися з бета-версією гри на Reitaisai 4 у 2007 році. Хоча для гри було підготовлено вісім ноутбуків, за повідомленнями, доводилося чекати в черзі понад годину, перш ніж можна було спробувати гру. Пробна версія була продана на Comiket 72 17 серпня того ж року за 100 єн, а нова демо-версія була викладена для безкоштовного завантаження на веб-сайті Twilight Frontier 29 квітня 2008 року. Повна версія була випущена на Reitaisai 5 25 травня 2008 року.
На відміну від основних ігор Touhou, де ілюстрації персонажів намальовані ZUN'ом, спрайти для діалогів та кінець гри в Scarlet Weather Rhapsody намальовані Alphes з команди Twilight Frontier, як і в Immaterial and Missing Power.

## Товари
Саундтрек до гри був зібраний в альбом під назвою Zenjinrui no Tenrakuroku (全人類ノ天楽録), який був продавали на Comiket 74 16 серпня 2008 року. Як і у випадку з Immaterial and Missing Power, половина пісень були реміксами старих тем з Touhou.
Twilight Frontier також створили "Hisouten Furoku ~Weatherlight~" (яп. 緋想天符録　～WEATHER LIGHT～) , надрукувавши чарокартки, вперше продані на конвенції COMIC1☆3 26 квітня 2009 року. Кожна колода містить 15 карт, по одній чарокатці від кожного персонажа, всі перероблені та перемальовані Alphes, художником Scarlet Weather Rhapsody. Картки призначені лише для колекціонування; з ними не пов'язана жодна карткова гра.